# Iridopsis aviceps
Iridopsis aviceps is een vlinder uit de familie van de spanners (Geometridae). De wetenschappelijke naam van de soort is voor het eerst geldig gepubliceerd in 1932 door de Engelse entomoloog Louis Beethoven Prout. De soort komt voor van Mexico tot Panama; het type-exemplaar was afkomstig uit Costa Rica.